# Теплова енергія
Тепло́ або Теплова́ ене́ргія — енергія руху атомів, молекул або інших частинок, з яких складається тіло. Теплова енергія може виділятися завдяки хімічним реакціям 

Тепловий рух сегмента молекули білка

(горіння), ядерним реакціям (ядерний розпад і синтез), механічним взаємодіям (тертя). Тепло може передаватися між тілами за допомогою теплопровідності, конвекції або випромінювання.
Теплові явища вивчаються розділом фізики, який називається термодинамікою.
Теплова енергія не є чітко визначеною кількісною характеристикою термодинамічної системи. Для кількісного аналізу стану системи й передачі теплової енергії між тілами використовують різноманітні термодинамічні потенціали.